# Sinophasma striatum
Sinophasma striatum är en insektsart som beskrevs av Chen, S.C. och Yun He He 2006. Sinophasma striatum ingår i släktet Sinophasma och familjen Diapheromeridae. Inga underarter finns listade i Catalogue of Life.